# 大阪府立箕面東高等学校
大阪府立箕面東高等学校（おおさかふりつ みのおひがし こうとうがっこう）は、大阪府箕面市にある公立高等学校。

## 概要
大阪府箕面市の南東にある粟生に位置する。
2015年度入学生以降は「エンパワメントスクール」として、全日制の総合学科を設置し、基礎学力の定着や学び直しに力を入れている。
1年時には「10分学習」や、通常の50分授業×2時限を30分授業×3時限に再構成した国語・数学・英語の各教科の「モジュール授業」を実施し、小中学校の内容の復習や基礎学力の定着を目指す。

## 沿革
生徒急増期を反映し、1974年に全日制普通科高等学校として開校した。
その後2005年度入学生からは、府内全域より生徒受け入れを行う定時制の多部制による単位制普通科高校（クリエイティブスクール）に改編された。当時のクリエイティブスクールは、法令上の扱いは定時制であるが、通常の定時制と同様の1日4限の授業で4年間で卒業するコース（1部は通常の全日制の1時限目から、2部の授業は通常の全日制でいう5時限目から授業が始まる）のほかに、1日6限の授業で3年間で卒業するコース（1部は通常の全日制の1時限目から、2部の授業は通常の全日制でいう3時限目から授業が始まる）がある方式だった。
2015年度入学生より、エンパワメントスクールに改編された。それに伴い、全日制の総合学科へと移行している。

### 年表
- 1973年
  - 3月24日 - 大阪府議会にて大阪府立第91高等学校（仮称）として建設決議
  - 9月11日 - 校舎第一期工事の着工を開始（創立記念日とする）
  - 12月13日 - 大阪府議会にて大阪府立高等学校設置条例改正。校名が大阪府立箕面東高等学校の設置が正式に決定。
- 1974年
  - 1月1日 - 大阪府立高等学校設置条例施行（大阪府立箕面東高等学校開設）
  - 4月1日 - 開校
- 2005年4月1日 - 多部制単位制（普通科）高等学校（クリエイティブスクール）に改編
- 2015年4月1日 - 全日制総合学科（エンパワメントスクール）に改編

## 出身者
- 西野創人 - お笑い芸人
- 穴田真規 - 元プロ野球選手
- 下平匠 - プロサッカー選手

## アクセス
- 阪急バス「粟生団地」停留所 約250メートル